# زرنيخيد الغاليوم
 زرنيخيد الغاليوم مركب كيميائي له الصيغة GaAs ، ويكون على شكل بلورات رمادية.
زرنيخيد الغاليوم (GaAs) هو مركب من عناصر الغاليوم والزرنيخ. وهو عبارة عن أشباه موصلات ذات فجوة III-V مباشرة مع بنية بلورية من الزنك.
يستخدم زرنيخ الغاليوم في تصنيع الأجهزة مثل الدوائر المتكاملة التردد الميكروويف، الدوائر المتكاملة الميكروويف متحدة، الثنائيات الباعثة للضوء الأشعة تحت الحمراء، الثنائيات الليزر والخلايا الشمسية والنوافذ البصرية.
غالبًا ما يتم استخدام GaAs كمواد أساسية للنمو الفوقي لأشباه الموصلات III-V الأخرى بما في ذلك زرنيخيد الغاليوم الإنديوم وأرسينيد الألومنيوم الغاليوم وغيرها.